# Pulau Sembilan (Borneo)
Pulau Sembilan (indonez. Kecamatan Pulau Sembilan) – kecamatan w kabupatenie Kotabaru w prowincji Borneo Południowe w Indonezji.
Kecamatan ten leży na wyspach na Cieśninie Makasarskiej i Morzu Jawajskim.
W 2010 roku kecamatan ten zamieszkiwało 5 649 osób, z których 100% stanowiła ludność wiejska. Mężczyzn było 2 857, a kobiet 2 792. 5 647 osób wyznawało islam.
Znajdują się tutaj miejscowości: Labuan Barat, Maradapan, Tanjung Nyiur, Teluk Sungai, Tengah.